# All Nightmare Long
«All Nightmare Long» (укр. Всю кошмарну ніч) — пісня американського рок-гурту Metallica, сингл з альбому Death Magnetic (2008).

## Історія пісні
Пісню було записано для дев'ятого студійного альбому Metallica Death Magnetic, що вийшов 2008 року. Одним зі співавторів, окрім звичного дуету Гетфілд—Ульріх, став новий бас-гітарист Роберт Трухільйо, для якого це були перші студійні сесії з гуртом. Під час репетицій Трухільйо зіграв риф на акустичній гітарі в стилі «фламенко», який сподобався решті музикантів — через це пісня навіть мала робочу назву «Flamingo». Пізніше до неї додалися звичні для Metallica гітарні риффи та соло, через що вона стала однією з найважчих на альбомі. Текст пісні був створений під впливом оповідання «Гончі пси Тіндала»; за словами Джеймса Гетфілда, в ній співається «про цих вовків, які полюють на вас у кошмарах». Коли прийшов час обирати список пісень для альбому, менеджер Кліф Бернштейн хотів назвати її «Hunt You Down Without Mercy» (укр. Переслідувати тебе без пощади). В результаті гурт зупинився на запропонованій Ларсом Ульрихом назві «All Nightmare Long» — грі слів від «All Night Long» (укр. Всю ніч) та «Nightmare» (укр. Нічний кошмар).
«All Nightmare Long» стала найдовшою піснею з альбому Death Magnetic та вийшла окремим синглом. На неї було знято відеокліп (режисер — Роберт Шобер, також відомий як Roboshobo) в жанрі мок'юментарі. Події сатиричного псевдодокументального фільму відбуваються в СРСР, де на місці падіння Тунгуського метеорита знаходять спори, які перетворюють людей на зомбі.

## Учасники запису
- Джеймс Гетфілд — гітара, спів;
- Ларс Ульріх — ударні;
- Кірк Гемметт — гітара;
- Роберт Трухільйо — бас-гітара.

## Список пісень
| Міжнародний сингл - Частина 1 | Міжнародний сингл - Частина 1 | Міжнародний сингл - Частина 1 |
| #                             | Назва                         | Тривалість                    |
| ----------------------------- | ----------------------------- | ----------------------------- |
| 1.                            | «All Nightmare Long»          |                               |
| 2.                            | «Whenever I May Roam» (Live)  |                               |
| 3.                            | «Master of Puppets» (Live)    |                               |

| Міжнародний сингл - Частина 2 | Міжнародний сингл - Частина 2 | Міжнародний сингл - Частина 2 |
| #                             | Назва                         | Тривалість                    |
| ----------------------------- | ----------------------------- | ----------------------------- |
| 1.                            | «All Nightmare Long»          |                               |
| 2.                            | «Blackened» (Live)            |                               |
| 3.                            | «Seek & Destroy» (Live)       |                               |

| Міжнародний сингл - Частина 3 | Міжнародний сингл - Частина 3        | Міжнародний сингл - Частина 3 |
| #                             | Назва                                | Тривалість                    |
| ----------------------------- | ------------------------------------ | ----------------------------- |
| 1.                            | «All Nightmare Long»                 |                               |
| 2.                            | «Berlin Magnetic» (Documentary)      |                               |
| 3.                            | «Rock Im Park 'Container' Rehearsal» |                               |

| Мініальбом (Японія) | Мініальбом (Японія)          | Мініальбом (Японія) |
| #                   | Назва                        | Тривалість          |
| ------------------- | ---------------------------- | ------------------- |
| 1.                  | «All Nightmare Long»         |                     |
| 2.                  | «Whenever I May Roam» (Live) |                     |
| 3.                  | «Master of Puppets» (Live)   |                     |
| 4.                  | «Blackened» (Live)           |                     |
| 5.                  | «Seek & Destroy» (Live)      |                     |

| Максісингл (Австралія) | Максісингл (Австралія)     | Максісингл (Австралія) |
| #                      | Назва                      | Тривалість             |
| ---------------------- | -------------------------- | ---------------------- |
| 1.                     | «All Nightmare Long»       |                        |
| 2.                     | «Master of Puppets» (Live) |                        |
| 3.                     | «Blackened» (Live)         |                        |
| 4.                     | «Seek & Destroy» (Live)    |                        |

## Список видань
Пісня «All Nightmare Long» з'являлася на наступних релізах:
- 2008 — Death Magnetic (студійний альбом)
- 2008 — Coffin Box (бокс-сет)
- 2008 — Guitar Hero World Tour (комп'ютерна гра)
- 2008 — «All Nightmare Long» (сингл)
- 2009 — Guitar Hero: Metallica (комп'ютерна гра)
- 2009 — Tap Tap Revenge: Metallica (комп'ютерна гра)
- 2009 — Français Pour Une Nuit (фільм)
- 2009 — Orgullo, Pasión, Y Gloria: Tres Noches En La Ciudad De México (фільм)
- 2010 — The Big 4: Live in Sofia, Bulgaria (фільм)
- 2010 — Fan Can VI (бокс-сет)
- 2012 — Tony Hawk's Pro Skater 3 Hd Revert Pack (комп'ютерна гра)
- 2012 — Quebec Magnetic (фільм)
- 2020 — Live in Argentina (1993—2017) (концертний альбом)